# Prima Divisione 1925-26
El Campeonato Italiano de Fútbol 1925-26 fue la 26ª edición del campeonato italiano. El campeón fue Juventus.

## Liga del Norte

### Clasificaciones

#### Grupo A

##### Posiciones
|     | Equipo         | Pts | PJ | PG | PE | PP | GF | GC | +/- | Comentarios                                    |
| --- | -------------- | --- | -- | -- | -- | -- | -- | -- | --- | ---------------------------------------------- |
| 1.  | Bologna        | 38  | 22 | 17 | 4  | 1  | 74 | 20 | +54 | Clasificado y admitido en la División Nacional |
| 2.  | Torino         | 36  | 22 | 16 | 4  | 2  | 67 | 28 | +39 | Admitidos en la División Nacional              |
| 3.  | Modena         | 25  | 22 | 11 | 3  | 8  | 45 | 30 | +15 | Admitidos en la División Nacional              |
| 3.  | Verona         | 25  | 22 | 10 | 5  | 7  | 58 | 48 | +10 | Admitidos en la División Nacional              |
| 3.  | Internazionale | 25  | 22 | 10 | 5  | 7  | 44 | 38 | +6  | Admitidos en la División Nacional              |
| 6.  | Casale         | 22  | 22 | 9  | 4  | 9  | 42 | 32 | +10 | Admitidos en la División Nacional              |
| 7.  | Andrea Doria   | 21  | 22 | 9  | 3  | 10 | 37 | 50 | -13 | Admitidos en la División Nacional              |
| 8.  | Brescia        | 19  | 22 | 8  | 3  | 11 | 38 | 51 | -15 | Admitidos en la División Nacional              |
| 9.  | Novara         | 18  | 22 | 6  | 6  | 10 | 40 | 42 | -2  | Descendidos                                    |
| 10. | Udinese        | 13  | 22 | 5  | 3  | 14 | 38 | 75 | -37 | Descendidos                                    |
| 11. | Pisa           | 12  | 22 | 5  | 2  | 15 | 23 | 65 | -42 | Descendidos                                    |
| 12. | Legnano        | 10  | 22 | 3  | 4  | 15 | 22 | 49 | -27 | Descendidos                                    |

##### Resultados
|                | A. Doria | Bologna | Brescia | Casale | Verona | Internazionale | Legnano | Modena | Novara | Pisa | Torino | Udinese |
| -------------- | -------- | ------- | ------- | ------ | ------ | -------------- | ------- | ------ | ------ | ---- | ------ | ------- |
| A. Doria       |          | 3-3     | 4-1     | 3-2    | 3-2    | 2-0            | 3-1     | 2-1    | 2-2    | 5-1  | 0-0    | 3-2     |
| Bologna        | 3-0      |         | 6-0     | 1-0    | 7-0    | 4-1            | 6-0     | 1-0    | 4-1    | 7-0  | 3-2    | 4-0     |
| Brescia        | 5-0      | 1-2     |         | 2-1    | 3-2    | 0-1            | 2-0     | 2-2    | 4-1    | 2-0  | 3-4    | 3-1     |
| Casale         | 2-0      | 0-1     | 2-0     |        | 3-2    | 3-3            | 5-0     | 4-0    | 1-1    | 4-0  | 2-3    | 2-1     |
| Verona         | 5-1      | 2-2     | 4-2     | 4-3    |        | 1-0            | 4-1     | 0-2    | 2-2    | 7-1  | 1-1    | 4-0     |
| Internazionale | 0-1      | 1-1     | 4-0     | 4-1    | 3-3    |                | 2-0     | 2-1    | 5-4    | 1-0  | 3-4    | 4-2     |
| Legnano        | 1-0      | 1-2     | 1-1     | 0-2    | 1-3    | 1-1            |         | 0-1    | 0-0    | 4-1  | 1-2    | 6-1     |
| Modena         | 6-0      | 0-0     | 3-2     | 2-3    | 3-2    | 3-0            | 2-0     |        | 4-1    | 6-2  | 1-1    | 5-1     |
| Novara         | 3-1      | 1-2     | 5-1     | 0-0    | 1-2    | 1-1            | 3-1     | 0-1    |        | 2-0  | 0-2    | 6-3     |
| Pisa           | 3-2      | 0-6     | 0-1     | 1-1    | 1-3    | 1-3            | 2-0     | 1-0    | 4-3    |      | 1-1    | 1-2     |
| Torino         | 4-0      | 6-2     | 5-0     | 2-0    | 5-2    | 2-1            | 4-1     | 3-1    | 2-1    | 4-1  |        | 7-0     |
| Udinese        | 3-2      | 1-7     | 3-3     | 2-1    | 3-3    | 3-4            | 2-2     | 3-1    | 0-2    | 1-2  | 4-3    |         |

#### Grupo B

##### Posiciones
|     | Equipo          | Pts | PJ | PG | PE | PP | GF | GC | +/- | Comentarios                                    |
| --- | --------------- | --- | -- | -- | -- | -- | -- | -- | --- | ---------------------------------------------- |
| 1.  | Juventus        | 37  | 22 | 17 | 3  | 2  | 68 | 14 | +54 | Clasificado y admitido en la División Nacional |
| 2.  | Cremonese       | 29  | 22 | 13 | 3  | 6  | 41 | 25 | +16 | Admitidos en la División Nacional              |
| 3.  | Genoa           | 28  | 22 | 13 | 2  | 7  | 48 | 29 | +19 | Admitidos en la División Nacional              |
| 4.  | Padova          | 25  | 22 | 11 | 3  | 8  | 55 | 33 | +22 | Admitidos en la División Nacional              |
| 4.  | Livorno         | 25  | 22 | 11 | 3  | 8  | 43 | 45 | -2  | Admitidos en la División Nacional              |
| 6.  | Sampierdarenese | 23  | 22 | 10 | 3  | 9  | 38 | 43 | -5  | Admitidos en la División Nacional              |
| 7.  | Pro Vercelli    | 22  | 22 | 9  | 4  | 9  | 42 | 31 | +11 | Admitidos en la División Nacional              |
| 7.  | Milan           | 22  | 22 | 10 | 2  | 10 | 43 | 39 | +4  | Admitidos en la División Nacional              |
| 9.  | Reggiana        | 17  | 22 | 7  | 3  | 12 | 30 | 50 | -20 | Descendidos                                    |
| 10. | Alessandria     | 16  | 22 | 7  | 2  | 13 | 41 | 48 | -7  | Descendidos                                    |
| 11. | Parma           | 12  | 22 | 5  | 2  | 15 | 23 | 58 | -35 | Descendidos                                    |
| 12. | Mantova         | 8   | 22 | 2  | 4  | 16 | 24 | 81 | -57 | Descendidos                                    |

##### Resultados
|              | Alessandria | Cremonese | Genoa | Juventus | Livorno | Mantova | Milan | Padova | Parma | Pro Vercelli | Reggiana | Sampierd. |
| ------------ | ----------- | --------- | ----- | -------- | ------- | ------- | ----- | ------ | ----- | ------------ | -------- | --------- |
| Alessandria  |             | 2-3       | 1-0   | 1-3      | 1-0     | 9-0     | 4-3   | 0-2    | 2-0   | 1-1          | 6-0      | 5-0       |
| Cremonese    | 3-0         |           | 1-0   | 0-0      | 8-0     | 2-0     | 1-0   | 2-1    | 3-0   | 4-2          | 1-0      | 2-1       |
| Genoa        | 7-2         | 2-1       |       | 1-3      | 0-0     | 3-1     | 2-1   | 2-0    | 3-0   | 2-1          | 3-0      | 3-1       |
| Juventus     | 4-0         | 4-0       | 2-0   |          | 3-0     | 8-1     | 6-0   | 3-2    | 6-0   | 2-1          | 5-0      | 4-0       |
| Livorno      | 6-2         | 2-1       | 3-2   | 1-1      |         | 6-1     | 1-1   | 3-0    | 4-0   | 2-0          | 2-0      | 5-1       |
| Mantova      | 7-1         | 0-0       | 2-5   | 0-5      | 0-2     |         | 0-2   | 0-2    | 1-1   | 2-2          | 3-0      | 1-1       |
| Milan        | 2-2         | 1-4       | 1-3   | 1-2      | 4-1     | 3-1     |       | 3-0    | 4-2   | 4-0          | 4-0      | 2-0       |
| Padova       | 1-0         | 1-1       | 2-0   | 2-2      | 6-1     | 9-0     | 4-2   |        | 6-1   | 5-2          | 6-2      | 3-0       |
| Parma        | 1-0         | 3-1       | 1-5   | 0-3      | 0-1     | 5-3     | 1-2   | 2-0    |       | 0-3          | 2-0      | 1-3       |
| Pro Vercelli | 1-0         | 4-0       | 2-0   | 0-1      | 7-0     | 3-0     | 3-1   | 1-1    | 2-2   |              | 3-0      | 2-0       |
| Reggiana     | 2-1         | 0-2       | 2-2   | 2-0      | 5-2     | 4-0     | 0-1   | 4-1    | 2-0   | 3-2          |          | 1-1       |
| Sampierd.    | 2-1         | 2-1       | 2-3   | 2-1      | 2-1     | 8-1     | 2-1   | 2-1    | 4-1   | 1-0          | 3-3      |           |

### Final
| Equipo local                                                   | Resultado | Equipo visitante |
| -------------------------------------------------------------- | --------- | ---------------- |
| Bologna                                                        | 0-0       | Juventus         |
| Juventus                                                       | 2-2       | Bologna          |
| Juventus                                                       | 2-1       | Bologna          |
| Juventus clasifica a la Final Nacional por un global de 4 a 3. |           |                  |

## Liga del Sur

### Clasificaciones

#### Marcas
| Equipo local | Resultado | Equipo visitante |
| --- | --------- | ---------------- |
| Anconitana | 2-1       | Maceratese       |
| Maceratese | 2-7       | Anconitana       |
| Anconitana se proclama campeón de Marcas y es admitido en la División Nacional por un global de 9 a 3. Ambos equipos participarían en las semifinales del Sur. |           |                  |

#### Lacio

##### Posiciones
|    | Equipo         | Pts | PJ | PG | PE | PP | GF | GC | +/- | Comentarios                                     |
| -- | -------------- | --- | -- | -- | -- | -- | -- | -- | --- | ----------------------------------------------- |
| 1. | Alba Roma      | 17  | 10 | 8  | 1  | 1  | 41 | 13 | +28 | Calificados y admitidos en la División Nacional |
| 2. | Fortitudo Roma | 16  | 10 | 8  | 0  | 2  | 35 | 13 | +22 | Calificados y admitidos en la División Nacional |
| 3. | Lazio          | 14  | 10 | 6  | 2  | 2  | 45 | 27 | +18 | Admitido en la División Nacional                |
| 4. | Audace Roma    | 7   | 10 | 3  | 1  | 6  | 27 | 42 | -15 | Descendidos                                     |
| 5. | Roman          | 6   | 10 | 2  | 2  | 6  | 14 | 28 | -14 | Descendidos                                     |
| 6. | Pro Roma       | 0   | 10 | 0  | 0  | 10 | 5  | 44 | -39 | Descendidos                                     |

##### Resultados
|           | Alba | Audace | Fortitudo | Lazio | Pro Roma | Roman |
| --------- | ---- | ------ | --------- | ----- | -------- | ----- |
| Alba      |      | 11-2   | 0-3       | 5-3   | 6-0      | 1-0   |
| Audace    | 0-7  |        | 2-3       | 2-4   | 4-0      | 2-2   |
| Fortitudo | 1-3  | 3-2    |           | 6-2   | 7-0      | 4-1   |
| Lazio     | 2-2  | 9-5    | 3-2       |       | 10-1     | 5-3   |
| Pro Roma  | 1-2  | 2-3    | 0-1       | 0-6   |          | 0-2   |
| Roman     | 1-4  | 1-5    | 0-5       | 1-1   | 3-1      |       |

#### Campania

##### Posiciones
|    | Equipo      | Pts | PJ | PG | PE | PP | GF | GC | +/- | Comentarios                                     |
| -- | ----------- | --- | -- | -- | -- | -- | -- | -- | --- | ----------------------------------------------- |
| 1. | Internaples | 15  | 8  | 7  | 1  | 0  | 35 | 4  | +31 | Calificados y admitidos en la División Nacional |
| 2. | Bagnolese   | 11  | 8  | 5  | 1  | 2  | 20 | 8  | +12 | Calificados y admitidos en la División Nacional |
| 3. | Casertana   | 8   | 8  | 4  | 0  | 4  | 11 | 21 | -10 | Admitido en la División Nacional                |
| 4. | Stabia      | 6   | 8  | 3  | 0  | 5  | 13 | 22 | -9  | Descendidos                                     |
| 5. | Puteolana   | 0   | 8  | 0  | 0  | 8  | 5  | 29 | -24 | Descendidos                                     |

##### Resultados
|             | Bagnolese | Casertana | Internaples | Puteolana | Stabia |
| ----------- | --------- | --------- | ----------- | --------- | ------ |
| Bagnolese   |           | 2-0       | 1-1         | 3-0       | 6-0    |
| Casertana   | 0-2       |           | 0-10        | 5-3       | 2-0    |
| Internaples | 4-2       | 2-0       |             | 6-0       | 4-1    |
| Puteolana   | 0-3       | 1-2       | 0-2         |           | 1-3    |
| Stabia      | 3-1       | 1-2       | 0-6         | 5-0       |        |

#### Apulia

##### Posiciones
|    | Equipos            | Pts | PJ | PG | PE | PP | GF | GC | +/- | Comentarios |
| -- | ------------------ | --- | -- | -- | -- | -- | -- | -- | --- | ----------- |
| 1. | Pro Italia Taranto | 14  | 8  | 6  | 2  | 0  | 14 | 4  | +10 | Calificados |
| 2. | Liberty Bari       | 10  | 8  | 5  | 0  | 3  | 11 | 8  | +3  | Calificados |
| 3. | Audace Taranto     | 9   | 8  | 4  | 1  | 3  | 11 | 9  | +2  |             |
| 4. | Ideale Bari        | 5   | 8  | 0  | 5  | 3  | 6  | 9  | -3  |             |
| 5. | Foggia             | 2   | 8  | 0  | 2  | 6  | 1  | 13 | -12 |             |

##### Resultados
|            | Audace TA | Foggia | Ideale | Liberty | Pro Italia |
| ---------- | --------- | ------ | ------ | ------- | ---------- |
| Audace TA  |           | 2-0    | 1-0    | 3-1     | 0-2        |
| Foggia     | 0-2       |        | 0-0    | 1-2     | 0-2        |
| Ideale     | 2-2       | 0-0    |        | 0-1     | 2-2        |
| Liberty    | 2-0       | 3-0    | 2-1    |         | 0-1        |
| Pro Italia | 2-1       | 2-0    | 1-1    | 2-0     |            |

#### Sicilia
| Equipo local | Resultado | Equipo visitante |
| --- | --------- | ---------------- |
| Palermo | 7-0       | Messina          |
| Messina | 1-0       | Palermo          |
| Ambos equipos partiparían en las simifinales del Sur. Ninguno de los dos equipos es admitido en la División Nacional. |           |                  |

### Semifinales

#### Grupo A

##### Posiciones
|    | Equipo         | Pts | PJ | PG | PE | PP | GF | GC | +/- | Comentarios |
| -- | -------------- | --- | -- | -- | -- | -- | -- | -- | --- | ----------- |
| 1. | Internaples    | 13  | 8  | 5  | 3  | 0  | 23 | 5  | +18 | Clasificado |
| 2. | Fortitudo Roma | 11  | 8  | 4  | 3  | 1  | 15 | 9  | +6  |             |
| 3. | Anconitana     | 9   | 8  | 4  | 1  | 3  | 16 | 13 | +3  |             |
| 4. | Liberty Bari   | 7   | 8  | 2  | 3  | 3  | 18 | 18 | 0   |             |
| 5. | Messina        | 0   | 8  | 0  | 0  | 8  | 2  | 29 | -27 |             |

##### Resultados
|             | Anconitana | Fortitudo | Internaples | Liberty | Messina |
| ----------- | ---------- | --------- | ----------- | ------- | ------- |
| Anconitana  |            | 1-3       | 1-1         | 6-1     | 2-0     |
| Fortitudo   | 2-1        |           | 1-1         | 2-2     | 4-0     |
| Internaples | 4-0        | 3-1       |             | 2-0     | 5-0     |
| Liberty     | 2-3        | 1-1       | 2-2         |         | 6-0     |
| Messina     | 0-2        | 0-1       | 0-5         | 2-4     |         |

#### Grupo B

##### Posiciones
|    | Equipo             | Pts | PJ | PG | PE | PP | GF | GC | +/- | Comentarios |
| -- | ------------------ | --- | -- | -- | -- | -- | -- | -- | --- | ----------- |
| 1. | Alba Roma          | 14  | 8  | 6  | 2  | 0  | 19 | 8  | +11 | Clasificado |
| 2. | Bagnolese          | 12  | 8  | 5  | 2  | 1  | 22 | 8  | +14 |             |
| 3. | Pro Italia Taranto | 10  | 8  | 4  | 2  | 2  | 15 | 11 | +4  |             |
| 4. | Palermo            | 2   | 8  | 1  | 0  | 7  | 10 | 15 | -5  |             |
| 4. | Maceratese         | 2   | 8  | 1  | 0  | 7  | 5  | 29 | -24 |             |

##### Resultados
|            | Alba | Bagnolese | Maceratese | Palermo | Pro Italia |
| ---------- | ---- | --------- | ---------- | ------- | ---------- |
| Alba       |      | 3-3       | 2-0        | 2-1     | 3-1        |
| Bagnolese  | 1-2  |           | 8-0        | 3-1     | 2-1        |
| Maceratese | 1-5  | 0-2       |            | 2-0     | 0-2        |
| Palermo    | 0-1  | 0-2       | 6-0        |         | 2-3        |
| Pro Italia | 1-1  | 1-1       | 4-2        | 2-0     |            |

### Final
| 11 de julio de 1926 | Alba Roma                                                          | 6 : 1 | Internaples |                           |                           |
|                     | Ziroli 41', 53' Maneschi 61' Lo Prete 75' Maneschi 79' Bukovic 82' |       | Ghisi 65'   | Árbitro(s): Pinasco (ITA) | Árbitro(s): Pinasco (ITA) |

| 18 de julio de 1926 | Internaples   | 1 : 1 | Alba Roma       |                        |                        |
|                     | Claar 50' (p) |       | Bukovic 73' (p) | Árbitro(s): Dani (ITA) | Árbitro(s): Dani (ITA) |

## Final Nacional
| Equipo local                                                                            | Resultado | Equipo visitante |
| --------------------------------------------------------------------------------------- | --------- | ---------------- |
| Juventus                                                                                | 7-1       | Alba Roma        |
| Alba Roma                                                                               | 0-5       | Juventus         |
| Juventus se consagra campeón del Campeonato Italiano de Fútbol por un global de 12 a 1. |           |                  |

|           |
| Campeón   |
| Juventus  |
| 2º título |

## Goleadores
- 35 goles:  Férénc Hirzer (Juventus)
- 28 goles:  Angelo Schiavio (Bologna)
- 26 goles:  Piero Pastore (Juventus)
- 25 goles:  Márton Bukovi (Alba Roma)
- 20 goles:  Ernesto Ghisi (Internaples)
- 16 goles:  Giovanni Ferrari (Internaples)